# Boxer (véhicule)
Pour les articles homonymes, voir Boxer.
Le GTK Boxer (en allemand : Gepanzertes Transportkraftfahrzeug, Véhicule Blindé de Transport) est un véhicule blindé à roues multirôle germano-néerlandais. Il a la particularité de porter un module blindé amovible, interchangeable suivant la mission. Le Boxer a été décliné à l'origine en neuf variantes, quatre destinées aux forces armées allemandes (Heer) et cinq pour les forces armées néerlandaises (Koninklijke Landmacht).

## Historique

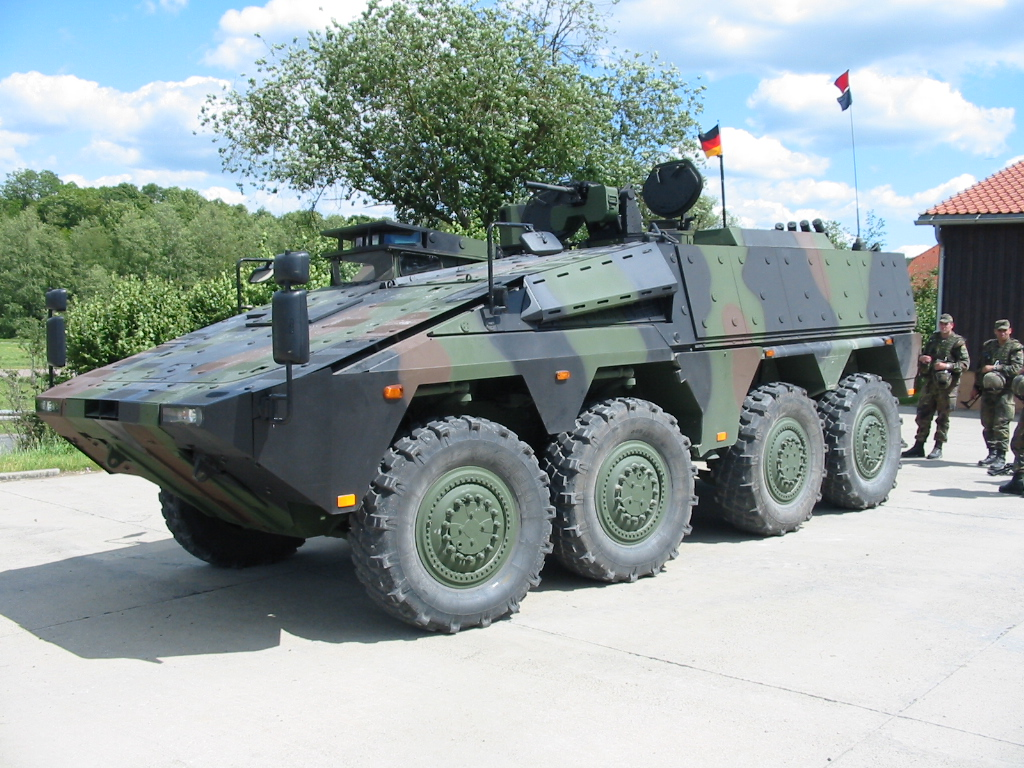
Prototype allemand en 2004.

Le Boxer est un projet de conception coopérative européenne visant à produire la prochaine génération de véhicule utilitaire blindé. Le projet a été à l'origine commencé comme une coentreprise entre l'Allemagne, la Grande-Bretagne et la France. Mais, la France a quitté le programme en 1999 afin de poursuivre le développement du Véhicule blindé de combat d'infanterie (VBCI). Au début de l'année 2001, les Pays-Bas ont signé un protocole d'accord et ont rejoint le projet. En juillet 2003, peu après le début de la guerre d'Irak, le ministère britannique de la Défense a annoncé son intention de se retirer du programme Boxer et se concentrer sur le Future Rapid Effect System (en) (FRES). Chaque partenaire du programme (y compris le Royaume-Uni) devait recevoir quatre prototypes en juillet 2004. Le premier prototype a été livré à l'Allemagne en 2002, l'année suivante, les Pays-Bas reçoivent leur prototype et la production qui était programmée pour commencer en 2004 a été retardée jusqu'en 2008 afin de tenir compte des changements de conception et des problèmes politiques afférents au projet.
La production est réalisée par ARTEC GmbH, un consortium formé par Rheinmetall, associé à MAN, et Krauss-Maffei Wegmann (KMW) en vertu d'un programme binational, dans lequel Rheinmetall détient une participation de 64 % de KMW. Le programme est géré par l'Organisation conjointe de coopération en matière d'armement (OCCAR). Le site d'assemblage néerlandais se situe à Ede.
Afin de remplacer ses M577, les Pays-Bas ont exprimé le besoin de 400 véhicules, l'acquisition de 200 véhicules est confirmée à l'automne de 2006. En décembre 2006, le Bundestag approuve l'achat de 272 Boxers pour remplacer ses M113 et TPz Fuchs. Environ 600 unités sont demandées pour l'armée allemande et le 23 septembre 2009, le premier Boxer est remis à l'Office fédéral allemand de la Défense, de la technologie et des approvisionnements (BWB).

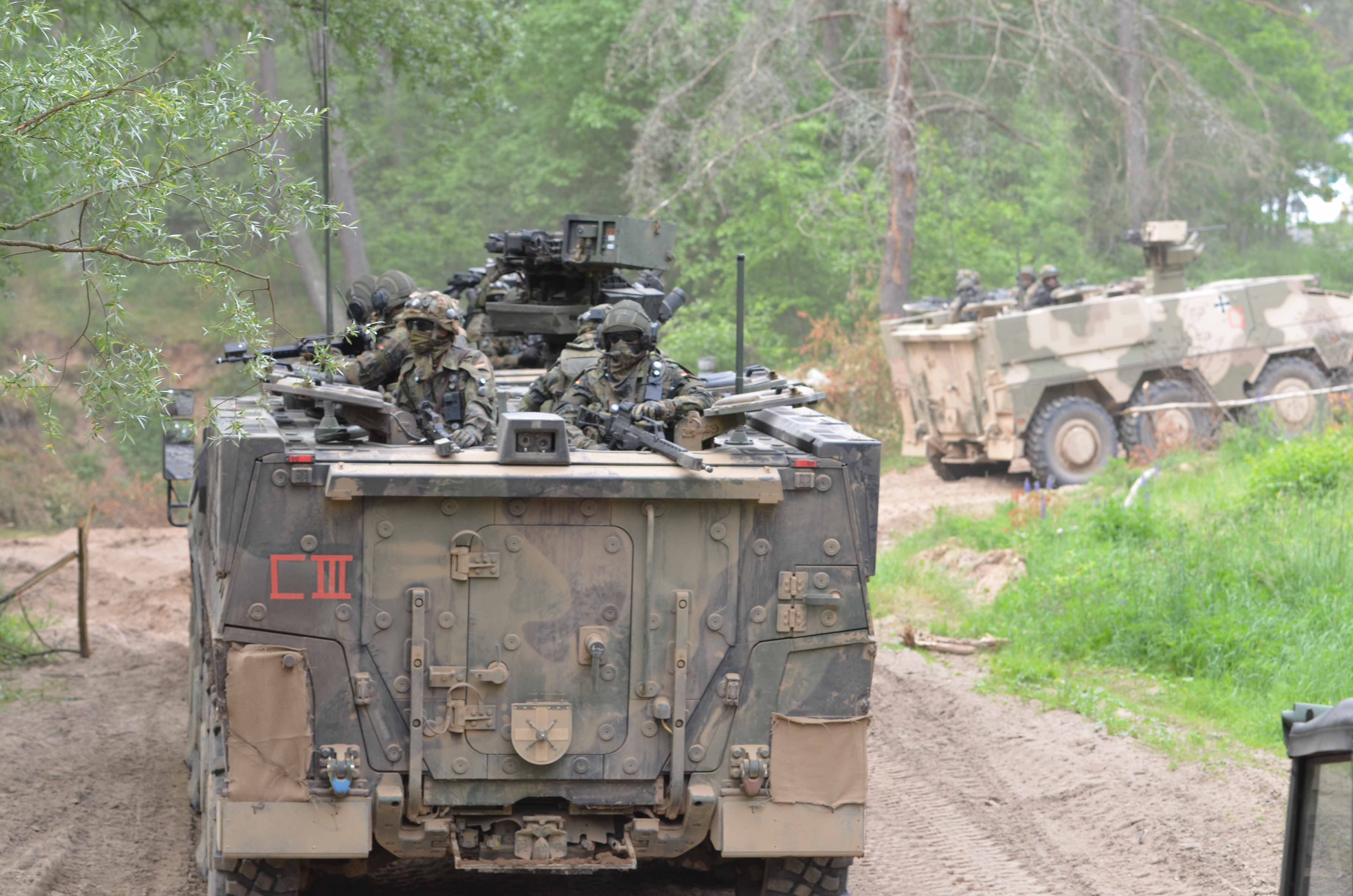
Des Boxer allemands en exercice en 2016.

En décembre 2015, l'Allemagne a effectivement passé commande de 403 Boxer (premier lot de 272 véhicules et un second de 131 commandé en décembre 2015 pour 476 millions d'euros).

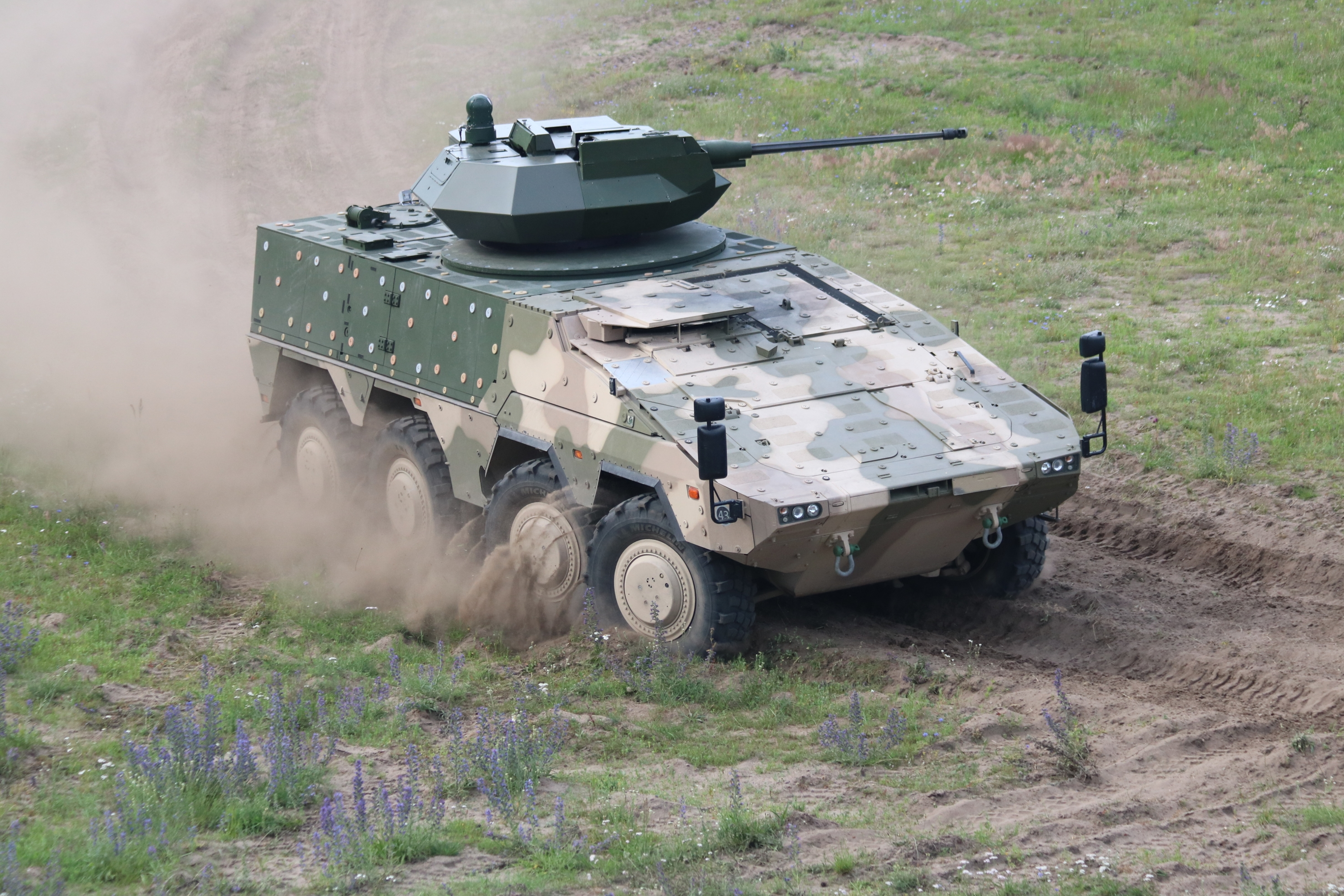
Prototype du Vilkas destiné à la Lituanie en juin 2016.

Le 22 août 2016, la Lituanie confirme la commande de 88 Boxer en version combat d’infanterie (ou Vilkas selon la désignation lituanienne), équipée d'une tourelle fournie par le groupe israélien Elbit Systems armée d’un canon de 30 mm et de missiles antichars Spike LR de Rafael, dont 4 seront en configuration « commandement » pour 385,6 millions d’euros, pour remplacer sa flotte de 224 M113 en service en 2014 sur les 300 perçus à l'origine,.
Début février 2018, 696 véhicules en 14 différentes configurations sont commandés et 521 livrés.
Le 2 février 2018, le Ministère de la défense de la Slovénie annonce qu'il sélectionne le Boxer pour équiper deux nouveaux bataillons des Forces armées slovènes et qu'il entame des négociations pour intégrer l’OCCAR. 48 exemplaires sont espérés entre 2019 et 2022. Mais le contrat est annulé le 16 septembre 2022.
Le 14 mars 2018, le gouvernement australien annonce qu'il choisit le Boxer pour remplacer le ASLAV (en)(version du Mowag Piranha) au sein de l'Australian Army. 211 Boxer dont 133 équipés de la tourelle Lance seront acquis pour un montant de 5,2 milliards de dollars australiens (4,08 milliards de dollars US). Le premier lot de 25 véhicules est produit en Allemagne et livré à partir de fin juillet 2020. Les autres seront assemblés par le MILVEHCOE (Military Vehicle Centre of Exellence) de Rheinmetall, situé au 7001 Robert Smith Street, Redbank dans la ville d'Ipswich entre 2021 et 2026.

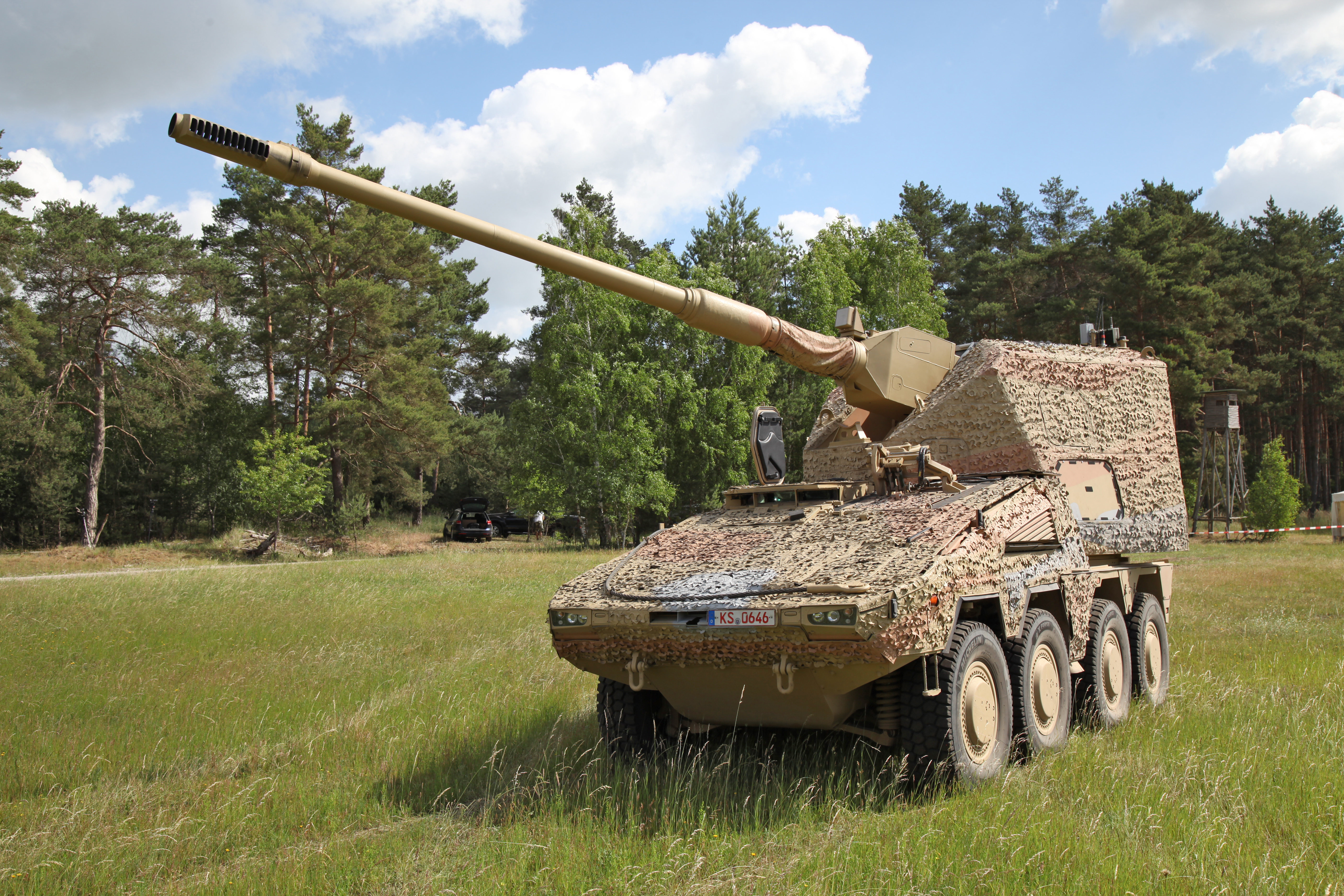
Avec tourelle RCH 155 de 155 mm

Le 31 mars 2018, le gouvernement britannique annonce qu'il rejoint de nouveau le programme Boxer, le 3 avril, il annonce que le véhicule est sélectionné pour équiper l’armée britannique. Il est alors envisagé de 400 à 600 véhicules de diverses versions pour un coût, avec la maintenance, de 4,4 milliards de livres sterling. En juillet 2018, on espère jusqu’à 1 500 véhicules dont le premier lot de véhicules doit arriver entre 2021 et 2023. Pour voir large, le Ministère de la Défense britannique a fixé la valeur totale du marché à 12,9 milliards d'euros. En avril 2024, la Grande-Bretagne demande le montage de la tourelle RCH-155 sur certaine de ses Boxer, dont la British Army a commandé 623 exemplaires, dans le cadre de son programme MFP [Mobile Fires Platform]. La Bundeswehr semble avoir également choisi ce système, celle-ci ayant l’ambition d’acquérir jusqu’à 160 obusiers à roues.
Le Boxer est l'un des programmes gérés par l'organisation conjointe de coopération en matière d'armement européenne, conçu pour être fonctionnel pendant 30 ans. Les Boxers allemands ont participé à la mission de ISAF en Afghanistan.

## Variantes

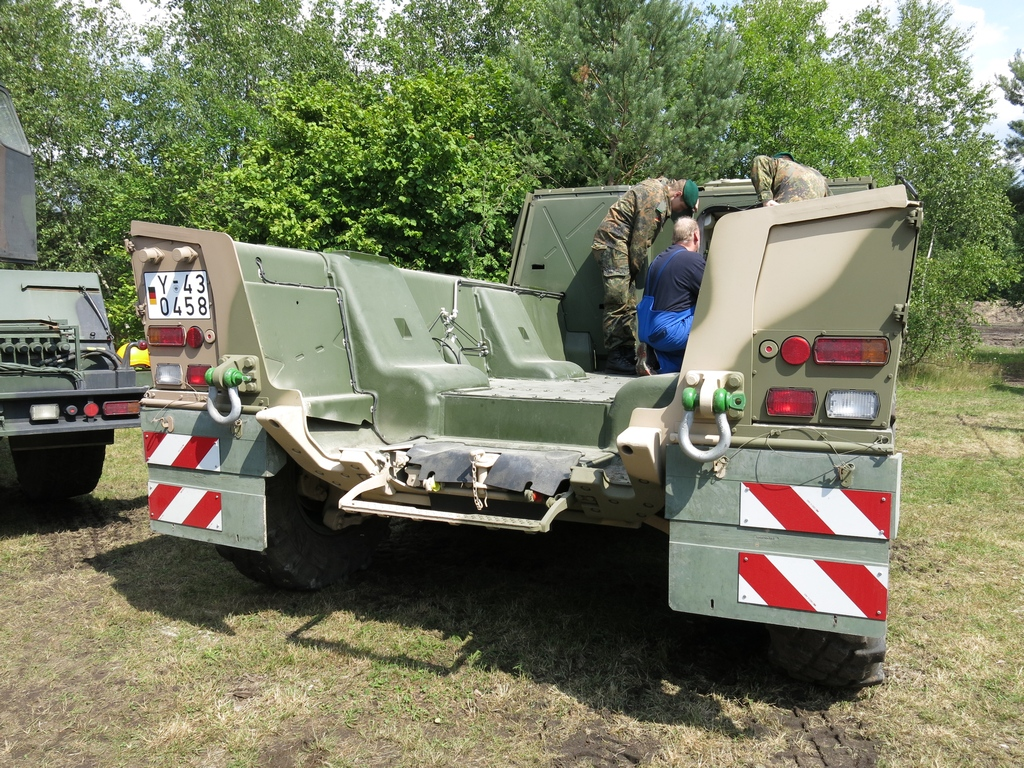
Module de traction.

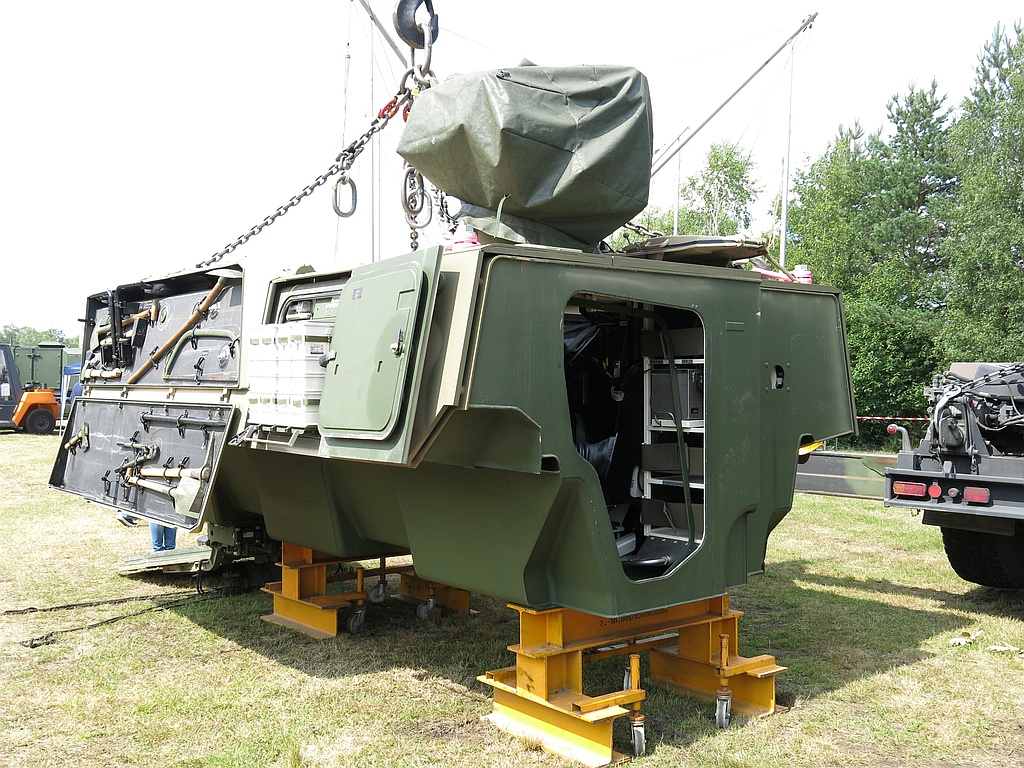
Exemple de module avant sa pose sur le module de traction.

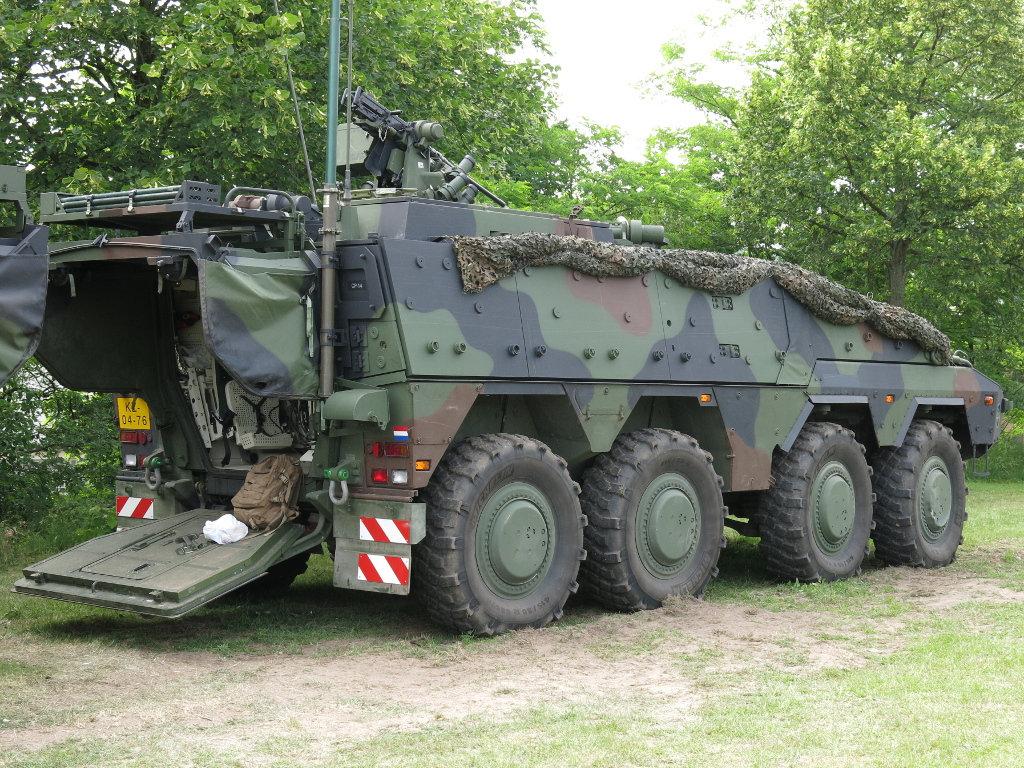
Un Boxer version poste de commandement de l’armée de terre royale néerlandaise.

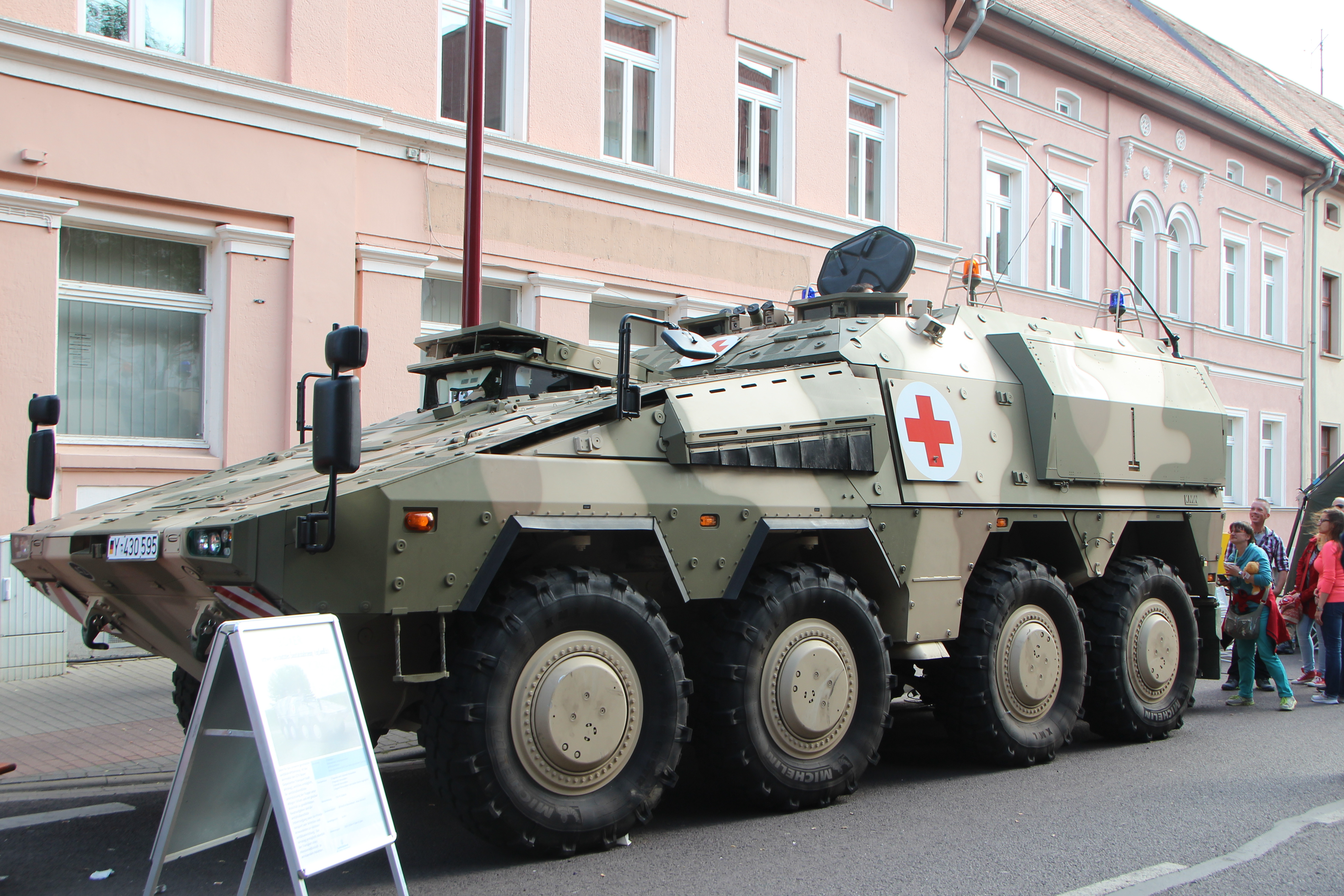
version ambulance.

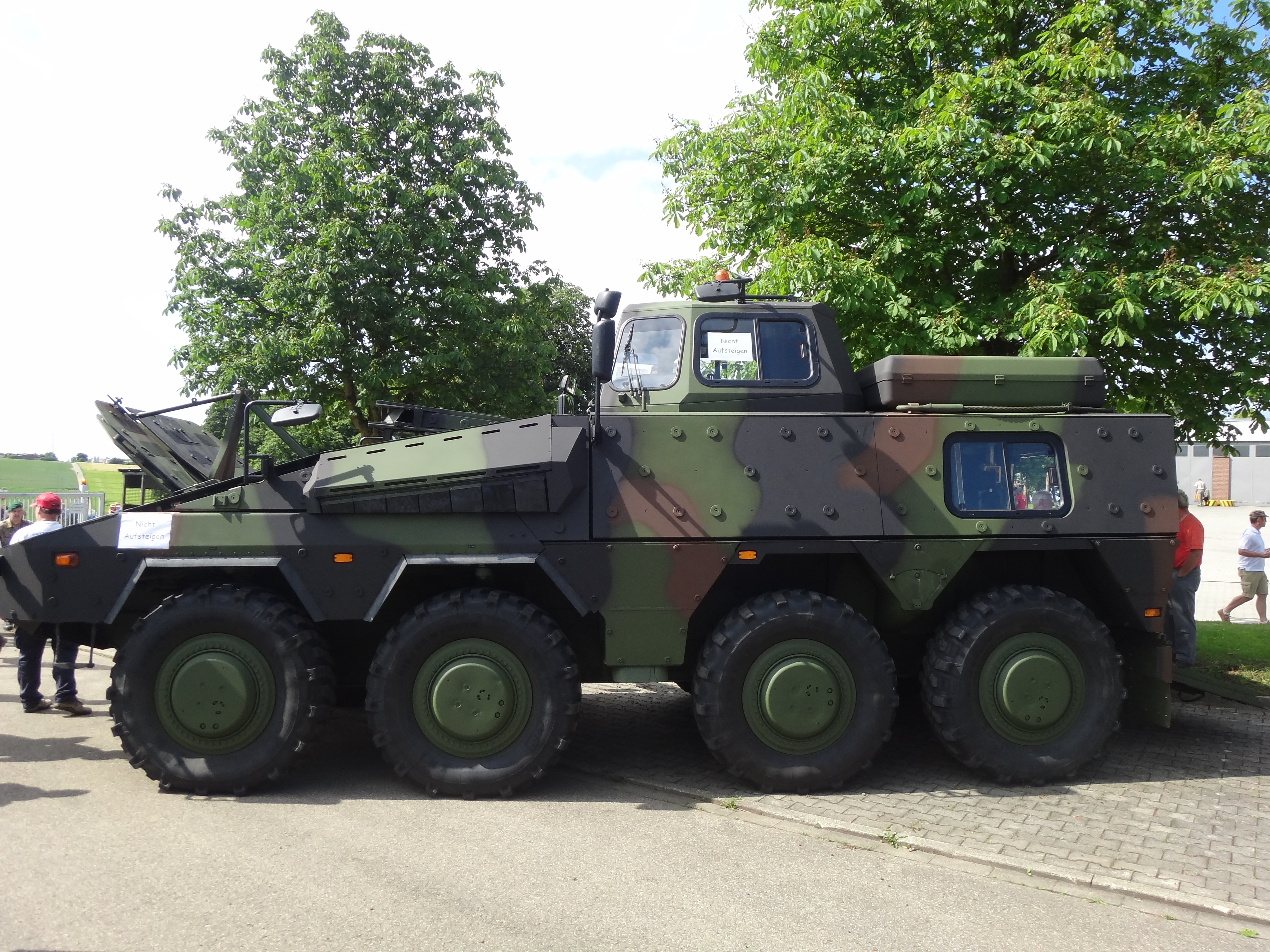
version auto-école.

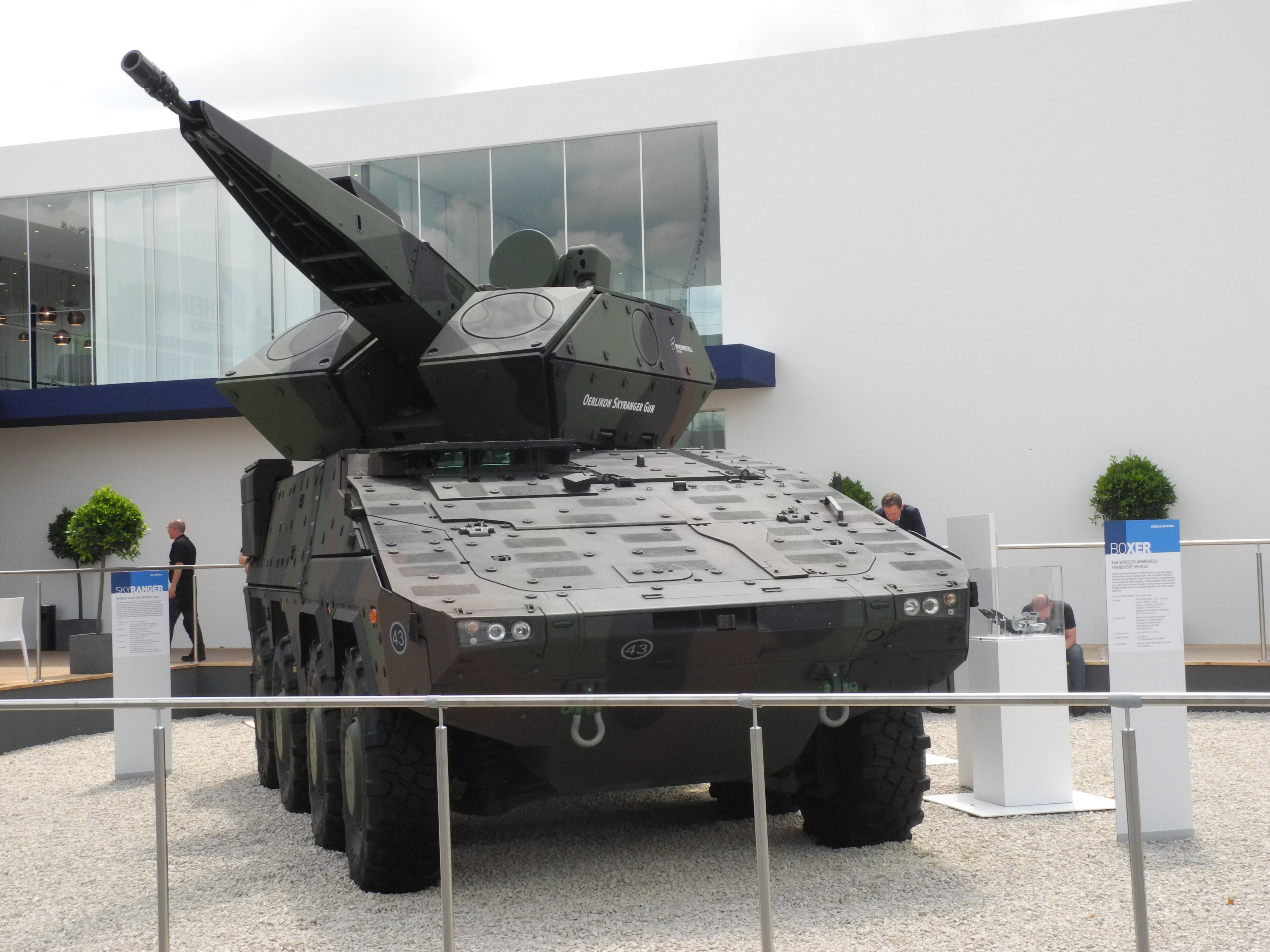
Boxer en version véhicule antiaérien avec le système d'armes Oerlikon Skyranger

Les variantes sont destinées au combat, au transport de personnel et de marchandises, dotées de fonctions de commandement et de contrôle, et d’évacuation sanitaire (EVASAN) ; c’est aussi un véhicule d’assistance et de réparation. Ce véhicule 8 × 8 pèse 33 tonnes, sa vitesse maximale est de 103 km/h et il peut transporter jusqu’à dix soldats.
Le Boxer bénéficie de protections accrues contre différents types de projectiles et contre les mines. Il est conçu pour être transporté dans l'avion de transport Airbus A400M et répond aussi aux besoins du programme de Soldat du futur allemand (IdZ pour Infanterist der Zukunft) et de l’architecture d’opérations info centrées en cours de développement en Allemagne.
- Véhicule de transport de troupes
- Ambulance
- Véhicule de commandement
- Véhicule pionnier
- Véhicule de transport
- Véhicule de transport et de guidage
- Véhicule auto-école
- Transport de troupes blindé
- Canon automoteur RCH-155 (avec tourelle AGM de 155 mm)
- Véhicule de défense aérienne avec tourelle Oerlikon Skyranger

### Démonstrateurs

#### Boxer avec tourelle Cockerill 3105
En avril 2020, John Cockerill Defense a indiqué qu'elle fournissait une tourelle C3105 à KMW. Le véhicule devait être initialement présenté à l'Eurosatory 2020, mais en raison de la pandémie de COVID-19, le salon fut annulé. Il était prévu de réaliser des essais de tir habités en Allemagne et au Royaume-Uni en 2021. La tourelle est constituée du canon Cockerill 105 mm HP au standard OTAN, avec une plage d'élévation de -10° à +40°. Elle est protégée au niveau 5 du STANAG 4569. Elle est censée résister à des tires de 25 x 137 mm à 500 m. Elle dispose d'un chargeur automatique réduisant l'équipage en tourelle à deux hommes.

## Caractéristiques

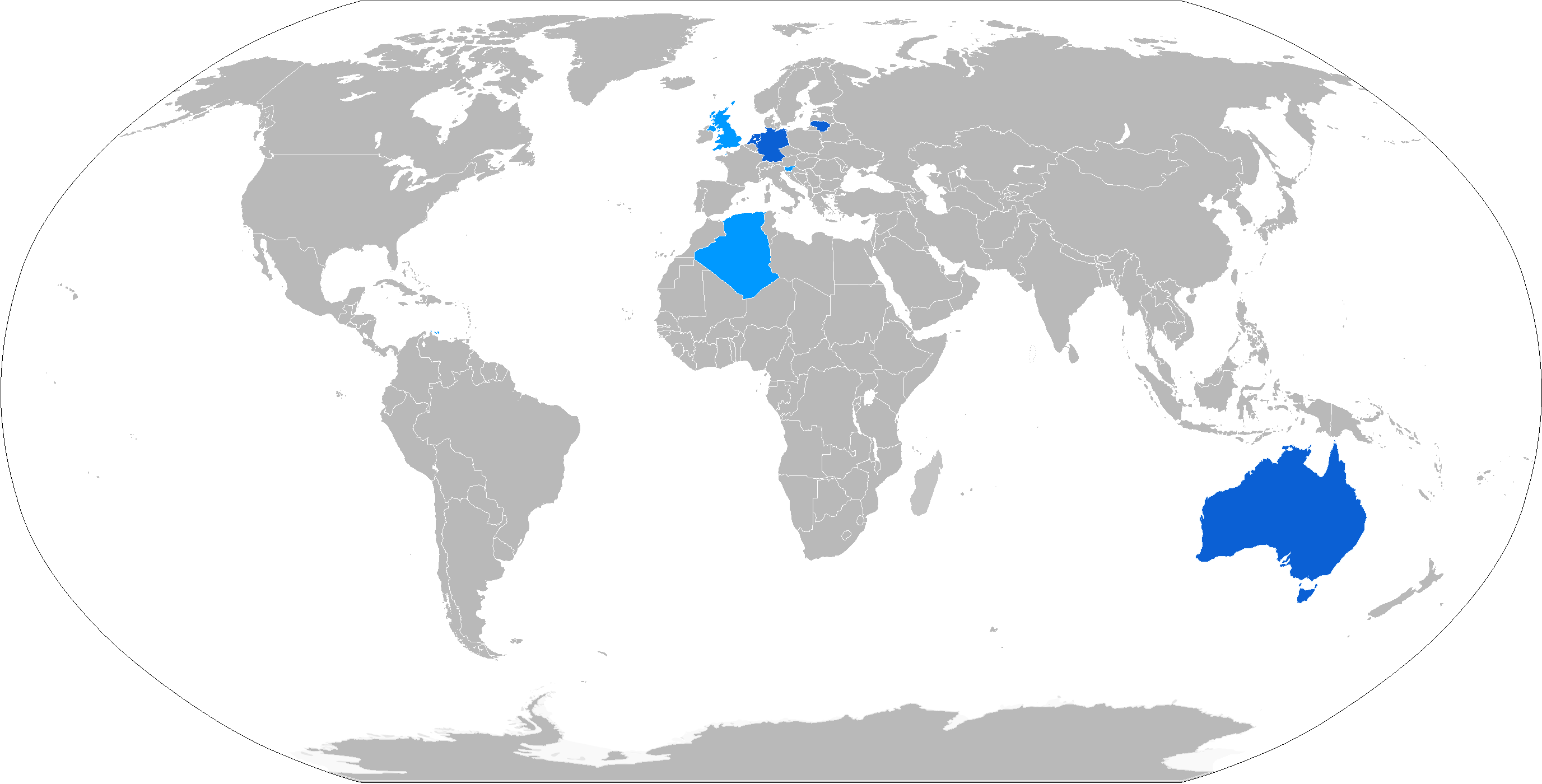
Cartes des pays utilisateurs.

- Garde au sol: 50 cm
- Largeur de voie: 2,58 m
- Empattement: 1,55 + 1,90 + 1,55 m
- Profondeur de gué: 1,20 m
- Pataugeoire profonde: 1,50 m
- pente maxi: 60 %
- Pente de talus max: 30 %
- Capacité d'escalade: 80 cm
- Creuser: 2,0 m
- Rayon de braquage: 21 m (16 m)

## Utilisateurs
- Allemagne : Heer - 405 véhicules en juin 2021 dont 256 en version transport de troupes, 72 véhicules en version sanitaire et 65 véhicules PC. 131 sont au standard A2[22]. Une version équipée d'une tourelle Lance 2.0 avec un canon de 30 mm a été annoncée le 24 juin 2021[23].
- Australie : Australian Army – 211 véhicules planifiés plus 12 en option lors d'une annonce en mars 2018[24],[25] Livraison à partir du second semestre 2020[26]
- Lituanie : 88 véhicules, livraisons planifiées entre 2018 et 2021. Après un an de tests, les deux premiers sont remis le 25 juin 2019[27].
- Pays-Bas : 200 véhicules, livraisons entre aout 2013 et juillet 2018[28].
- Royaume-Uni : British Army, 623 véhicules livrables sur cinq ans à partir de 2023[14],[16]
- Slovénie : contrat pour 45 véhicules pour 281 millions d’euros signé en mai 2022 par le gouvernement slovène. Annulé le 16 septembre 2022[29]
- Algérie : 500 unités prévues pour 2023 montées localement à Ain Smara près de Constantine[30].

## Dans la culture populaire
Le Boxer est jouable dans sa version Vilkas qui était déblocable durant l'évènement Hiver Extrême de décembre 2023, et la version "MGS" avec la tourelle C3105 qui était déblocable durant l'évènement Sniper Mobile d'octobre 2024 dans War Thunder.
Les Boxer sont jouables dans sa version à roues CRV avec la tourelle Lance et dans sa version chenillé Boxer RIWP. Ils étaient déblocables dans le Battle Path "Exile" de septembre 2023 dans Armored Warfare.